# Gaillardia cabrerae
Gaillardia cabrerae es una especie de planta fanerógama de América del Sur de la familia Asteraceae comúnmente  llamada margarita de la sierra, margarita pampeana, margarita amarilla o botón de oro. Esta planta silvestre y perenne es endémica de las    sierras de Lihuel Calel en la provincia de la Pampa y de la sierra Chica en la provincia de Buenos Aires, Argentina.

## Descripción
Gaillardia cabrerae crece en la estepa sobre laderas pedregosas y desarrolla grupos de plantas sobre las banquinas. Es un subarbusto perenne que alcanza una altura máxima de unos 60 cm. Sus hojas son carnosas y aromáticas, de tono verde grisáceo su margen es lobulado o entero.
Las flores son liguladas de color amarillo intenso y las flores centrales tubulosas son amarillo ocre, en el extremo de un escapo de unos 20 cm de longitud.
La planta resiste escasez de agua y temperaturas elevadas.